# Góry Aradańskie
Góry Aradańskie (ros.: Араданский хребет, Aradanskij chriebiet) – pasmo górskie w azjatyckiej części Rosji, w Kraju Krasnojarskim, część łańcucha Sajanu Zachodniego. Rozciąga się w dorzeczu Kazyrsuku (prawy dopływ Jeniseju) na długości ok. 60 km. Najwyższy szczyt pasma ma wysokość 2456 m n.p.m. Góry zbudowane są z łupków metamorficznych, piaskowców i granitów. Na zboczach dominuje tajgą górską.